# Peter Niederer

Peter Niederer (1997)

Peter Felix Niederer (* 1. Mai 1941 in Kreuzlingen, heimatberechtigt in Zürich und in Masein) ist ein Schweizer Physiker und Hochschullehrer.

## Leben
Peter Niederer besuchte die Kantonsschule Freudenberg in Zürich, wo er 1960 mit der Matura Typ B abschloss. Es folgte ein Studium an der Philosophischen Fakultät II der Universität Zürich, wo er 1967 das Diplom in theoretischer Physik erlangte. Anschliessend trat er in die ETH Zürich ein und wurde Assistent in der Fachgruppe für Mechanik. Bei Hans Ziegler wurde er 1972 mit der Arbeit Annehmbare Modelle in der linearen Stabilitätstheorie promoviert. Dann wurde er wissenschaftlicher Mitarbeiter am damals neu gegründeten Institut für Biomedizinische Technik der Universität Zürich und der ETH Zürich. Während zweier Jahre war er als Research Engineer am Biomedical Department der General Motors Research Laboratories in Warren (Michigan) tätig. 1975 kehrte er an das Institut für Biomedizinische Technik in Zürich zurück.
Niederer war ab 1987 ausserordentlicher Professor für Biomedizinische Technik der ETH Zürich. Seine Einführungsvorlesung am Institut für Biomedizinische Technik und Medizinische Informatik der Universität und der ETH Zürich mit dem Titel Hochtechnologie in der Medizin hielt er am 19. Januar 1989. Seine Beförderung zum Ordentlichen Professor erfolgte 1992.
Niederers wissenschaftliches und technisches Hauptinteresse galt dem Gebiet der Biomechanik. Im Vordergrund waren dabei die Biomechanik des Herz-Kreislauf-Systems sowie die Trauma-Biomechanik. Dabei spielte die medizinische Optik eine wichtige Rolle. Er arbeitete zusammen mit der Industrie an Problemen hochauflösender Endoskopie.
Beachtung fand sein Herzmodell.
Im Laufe seiner akademischen Tätigkeit war er zeitweise Vorsteher des Departements Maschinenbau und Verfahrenstechnik und später des Departements Informationstechnologie und Elektrotechnik der ETH Zürich. Bis 2022 war er 29 Jahre lang Editor-in-Chief der Zeitschrift Technology and Health Care.
Ende September 2006 erfolgte sein Übertritt in den Ruhestand.

## Auszeichnungen
- 1980: Götz-Preis der Medizinischen Fakultät der Universität Zürich
- Ehrenpräsident der Foundation for Research on Information Technologies in Society (IT’IS)[8]

## Veröffentlichungen
- Peter F. Niederer. researchgate.net, abgerufen am 29. Juni 2022